# Jorg de Vos
Jorg de Vos (Alkmaar, 13 maart 1976) is een Nederlands striptekenaar, illustrator en kunstschilder. Hij is onder andere bekend van de stripreeks Storm, waar hij als medetekenaar, colorist en scenarist aan heeft gewerkt, samen met Martin Lodewijk en Romano Molenaar, en bijdragen aan het Franse  Métal Hulant en de U.S. edition waarvoor hij heeft samengewerkt met onder anderen Jean-Pierre Dionnet, Jerry Frissen, Marc Caro en Jake Thomas. Als kunstenaar heeft De Vos meermalen samengewerkt met Stedelijk Museum Breda, waaronder een project met dj Tiësto. Als visualizer heeft hij onder andere gewerkt aan de totstandkoming van evenementen als IFX in Las Vegas en Software Circus in Amsterdam. Als illustrator ontwierp hij voor Hallmark Productions en maakt hij regelmatig platenhoezen, voornamelijk in het metalgenre. De Vos heeft daarnaast twee artboeken op zijn naam staan: Schaduwwerk I en II.  

### Storm, de Kronieken van Pandarve
- 23. De Navel van de Dubbele God (2007) schilder/colorist (scenario van Martin Lodewijk)
- 24. De Bronnen van Marduk (2009) schilder/colorist (scenario van Martin Lodewijk)
- 25. Het Rode Spoor (2010) schilder/colorist (scenario van Martin Lodewijk)
- 26. De muiters van Anker (2011) schilder/colorist en scenarist
- 27. De Wisselwachters (2011) schilder/colorist en scenarist
- 28. De race van Opaal (2013) schilder/colorist (scenario van Dick Matena)

- Gemeinsame Normdatei: 103141200X
- International Standard Name Identifier: 0000 0001 1408 5808
- Nederlandse Thesaurus van Auteursnamen: 304452467
- Virtual International Authority File: 166890371
- WorldCat: E39PBJd8cqq7MQwF9MCFjKrg8C